# Curarén
Curarén – gmina (municipio) w południowym Hondurasie, w departamencie Francisco Morazán. W 2010 roku zamieszkana była przez około 19,7 tys. mieszkańców. Siedzibą administracyjną jest miejscowość Curarén.

## Położenie
Gmina położona jest w południowej części departamentu. Graniczy z 11 gminami:
- Lepaterique od północy,
- Langue i San Francisco de Coray od południa,
- Reitoca, Alubarén, San Miguelito i La Libertad od wschodu,
- Aramecina, Caridad, Lauterique i Aguanqueterique od zachodu.

## Miejscowości
Według Narodowego Instytutu Statystycznego Hondurasu na terenie gminy położone były następujące miejscowości:

- Curarén
- Cartagua
- Cunimisca
- El Portillo de San Juan Bosco
- El Porvenir
- Emituca
- Hato Viejo
- La Costita
- La Manzanilla
- La Victorina
- Lodo Negro
- Macancicre
- Mandasta
- San José del Potrero
- San Marcos
- Toncontín